# Georges Bregy
Georges Bregy (Raron, Wallis kanton, 1958. január 17. –) svájci francia labdarúgócsatár. 1984-ben ő lett a svájci labdarúgó-bajnokság gólkirálya 21 góllal.
A svájci válogatottban 1984 és 1994 között 54 alkalommal lépett pályára, és 12 gólt szerzett.
Részt vett az 1994-es labdarúgó-világbajnokságon, négy mérkőzésen játszott, és egy gólt szerzett (szabadrúgásból az Amerikai Egyesült Államok ellen).
Visszavonulása után svájci csapatoknál edzősködött.